# U23-europamästerskapen i simning 2025
U23-europamästerskapen i simning 2025 arrangerades mellan den 26 och 28 juni 2025 i Šamorín i Slovakien. Det var den andra upplagan av U23-europamästerskapen i simning. Simmare mellan 19 och 23 år tilläts deltaga i mästerskapet (födda mellan 2002 och 2006).

## Resultat

### Herrar
| Gren                | Guld                          | Guld       | Silver                               | Silver       | Brons                            | Brons    |  |
| 50 m frisim         | Diogo Ribeiro Portugal        | 21,67      | Vladyslav Buchov Ukraina             | 21,74        | David Popovici Rumänien          | 21,86    |  |
| 100 m frisim        | David Popovici Rumänien       | 46,71 0ER0 | Jere Hribar Kroatien                 | 48,33        | Toni Dragoja Kroatien            | 48,67    |  |
| 200 m frisim        | David Popovici Rumänien       | 1.43,64    | Petar Mitsin Bulgarien               | 1.46,48 0NR0 | Charlie Hutchison Storbritannien | 1.46,84  |  |
| 400 m frisim        | Petar Mitsin Bulgarien        | 3.46,66    | Tyler Melbourne-Smith Storbritannien | 3.48,69      | Sašo Boškan Slovenien            | 3.49,26  |  |
| 800 m frisim        | Sven Schwarz Tyskland         | 7.38,98    | Petar Mitsin Bulgarien               | 7.52,32      | Emile Vincent Frankrike          | 7.53,58  |  |
| 1 500 m frisim      | Swen Schwarz Tyskland         | 14:38.96   | Emile Vincent Frankrike              | 14:59.62     | Filippo Bertoni Italien          | 15:10.31 |  |
| 50 m frisim (skins) | Filippos Andriadakis Grekland | 24,90      | Bjørnar Grytnes Laskerud Norge       | 25,10        | Bozo Puhalovic Kroatien          | 24,31    |  |
|                     |                               |            |                                      |              |                                  |          |  |
| 50 m ryggsim        | Ksawery Masiuk Polen          | 24,82      | Lysander Osman Frankrike             | 24,88        | Ádám Jászó Ungern                | 25,02    |  |
| 100 m ryggsim       | Jack Skerry Storbritannien    | 53,35      | Oleksandr Zjeltiakov Ukraina         | 53,93        | Matthew Ward Storbritannien      | 54,29    |  |
| 200 m ryggsim       | Apostolos Siskos Grekland     | 1.55,84    | Oleksandr Zjeltiakov Ukraina         | 1.57,34      | Cameron Brooker Storbritannien   | 1.58,45  |  |
|                     |                               |            |                                      |              |                                  |          |  |
| 50 m bröstsim       | Luka Mladenovic Österrike     | 26,72 0NR0 | Volodymyr Lisovets Ukraina           | 27,29        | Dawid Wiekiera Polen             | 27,58    |  |
| 100 m bröstsim      | Luka Mladenovic Österrike     | 59,97      | Volodymyr Lisovets Ukraina           | 1.00,36      | Ivo Kroes Nederländerna          | 1.00,62  |  |
| 200 m bröstsim      | Luka Mladenovic Österrike     | 2.10,08    | Eoin Corby Irland                    | 2.10,50      | Maksym Ovtjynnikov Ukraina       | 2.10,77  |  |
|                     |                               |            |                                      |              |                                  |          |  |
| 50 m fjärilsim      | Diogo Ribeiro Portugal        | 23,01      | Vladyslav Buchov Ukraina             | 23,09        | Denis Popescu Rumänien           | 23,43    |  |
| 100 m fjärilsim     | Denis Popescu Rumänien        | 51,48 0NR0 | Diogo Ribeiro Portugal               | 51,73        | Vili Sivec Kroatien              | 52,22    |  |
| 200 m fjärilsim     | Krzysztof Chmielewski Polen   | 1.54,91    | Andrea Camozzi Italien               | 1.56,94      | Apostolos Siskos Grekland        | 1.57,23  |  |
|                     |                               |            |                                      |              |                                  |          |  |
| 200 m medley        | Dominik Török Ungern          | 2.00,00    | Vadym Naumenko Ukraina               | 2.00,51      | Daniil Giourtzidis Grekland      | 2.00,56  |  |
| 400 m medley        | Cedric Büssing Tyskland       | 4.13,93    | Charlie Hutchison Storbritannien     | 4.14,12      | Dominik Török Ungern             | 4.15,17  |  |

### Damer
| Gren                | Guld                                      | Guld     | Silver                             | Silver         | Brons                        | Brons    |  |
| 50 m frisim         | Milou Van Wijk Nederländerna              | 24,23    | Roos Vanotterdijk Belgien          | 28,23          | Darcy Revitt Storbritannien  | 28,35    |  |
| 100 m frisim        | Milou Van Wijk Nederländerna              | 53,66    | Nina Holt Tyskland                 | 54,01          | Minna Ábrahám Ungern         | 54,36    |  |
| 200 m frisim        | Nikolett Pádár UngernMinna Ábrahám Ungern | 1.56,03  | Ingen medaljör                     | Ingen medaljör | Justina Kozan Polen          | 1.58,26  |  |
| 400 m frisim        | Maya Werner Tyskland                      | 4.07,89  | Francisca Martins Portugal         | 4.09,03        | Minna Ábrahám Ungern         | 4.09,56  |  |
| 800 m frisim        | Maya Werner Tyskland                      | 8.29,53  | Klaudia Tarasiewicz Polen          | 8.33,93        | Artemis Vasilaki Grekland    | 8.34,35  |  |
| 1 500 m frisim      | Artemis Vasilaki Grekland                 | 16.22,20 | Klaudia Tarasiewicz Polen          | 16.26,58       | Marian Plöger Tyskland       | 16.32,40 |  |
| 50 m frisim (skins) | Milou Van Wijk Nederländerna              | 25,58    | Nikolett Pádár Ungern              | 26,62          | Iris Julia Berger Österrike  | 26,19    |  |
|                     |                                           |          |                                    |                |                              |          |  |
| 50 m ryggsim        | Roos Vanotterdijk Belgien                 | 28,05    | Adela Piskorska Polen              | 28,23          | Zoe Carlos-Broc Frankrike    | 28,35    |  |
| 100 m ryggsim       | Adela Piskorska Polen                     | 1.00,01  | Roos Vanotterdijk Belgien          | 1.00,27        | Bertille Cousson Frankrike   | 1.00,90  |  |
| 200 m ryggsim       | Honey Osrin Storbritannien                | 2.11,28  | Adela Piskorska Polen              | 2.11,50        | Bertille Cousson Frankrike   | 2.11,65  |  |
|                     |                                           |          |                                    |                |                              |          |  |
| 50 m bröstsim       | Eneli Jefimova Estland                    | 30,03    | Silje Rongevær Slyngstadli Norge   | 30,55          | Kotryna Teterevkova Litauen  | 30,68    |  |
| 100 m bröstsim      | Eneli Jefimova Estland                    | 1.06,30  | Kotryna Teterevkova Litauen        | 1.07,50        | Ellie McCartney Irland       | 1.07,58  |  |
| 200 m bröstsim      | Clara Rybak-Andersen Danmark              | 2.23,89  | Ellie McCartney Irland             | 2.24,02        | Kotryna Teterevkova Litauen  | 2.24,86  |  |
|                     |                                           |          |                                    |                |                              |          |  |
| 50 m fjärilsim      | Roos Vanotterdijk Belgien                 | 25,63    | Tamara Potocká Slovakien           | 25,86          | Daryna Nabojčenko Tjeckien   | 25,90    |  |
| 100 m fjärilsim     | Roos Vanotterdijk Belgien                 | 57,10    | Georgia Damasioti Grekland         | 58,06          | Lucy Grieve Storbritannien   | 58,71    |  |
| 200 m fjärilsim     | Georgia Damasioti Grekland                | 2.09,21  | Lana Pudar Bosnien och Hercegovina | 2.10,85        | Laura Lahtinen Finland       | 2.12,05  |  |
|                     |                                           |          |                                    |                |                              |          |  |
| 200 m medley        | Ellie McCartney Irland                    | 2.12,50  | Bertille Cousson Frankrike         | 2.13,72        | Tamara Potocká Slovakien     | 2.13,82  |  |
| 400 m medley        | Justina Kozan Polen                       | 4.41,57  | Giada Alzetta Italien              | 4.44,31        | Eszter Szabó-Feltóthy Ungern | 4.47,23  |  |

### Mixed
| Gren           | Guld                                                                          | Guld    | Silver                                                                                           | Silver  | Brons | Brons   |
| 4×100 m frisim | Ungern Dániel Mészáros Benedek Bona Minna Ábrahám Nikolett Pádár Panna Ugrai* | 3.27,13 | Tyskland Julian Koch Martin Wrede Julianna Dora Bocska Nina Holt Timo Sorgius* Philipp Peschke*  | 3.27,16 | Storbritannien Alexander Cohoon Cameron Brooker Evelyn Davis Erin Little Alexander Painter*                   | 3.27,93 |
| 4×100 m medley | Polen Adela Piskorska Dawid Wiekiera Adrian Jaskiewicz Zuzanna Famulok        | 3.48,25 | Storbritannien Matthew Ward Rory Dickson Lucy Grieve Evelyn Davis Honey Osrin* Alexander Cohoon* | 3.48,27 | Grekland Apostolos Siskos Marios Theodoros Zafeiropoulos Georgia Damasioti Anna Vlachou Filippos Andreadakis* | 3.48,54 |

- Simmare i kursiv stil simmade endast i försöksheatet men mottog ändå medalj.

## Medaljtabell
*   Värdland ( Slovakien)
| Nr                   | Nation                  | Guld | Silver | Brons | Totalt |
| -------------------- | ----------------------- | ---- | ------ | ----- | ------ |
| 1                    | Polen                   | 5    | 4      | 2     | 11     |
| 2                    | Tyskland                | 5    | 2      | 1     | 8      |
| 3                    | Ungern                  | 4    | 1      | 5     | 10     |
| 4                    | Grekland                | 4    | 1      | 4     | 9      |
| 5                    | Belgien                 | 3    | 2      | 0     | 5      |
| 6                    | Rumänien                | 3    | 0      | 2     | 5      |
| 7                    | Nederländerna           | 3    | 0      | 1     | 4      |
| 7                    | Österrike               | 3    | 0      | 1     | 4      |
| 9                    | Storbritannien          | 2    | 3      | 6     | 11     |
| 10                   | Portugal                | 2    | 2      | 0     | 4      |
| 11                   | Estland                 | 2    | 0      | 0     | 2      |
| 12                   | Irland                  | 1    | 2      | 1     | 4      |
| 13                   | Bulgarien               | 1    | 2      | 0     | 3      |
| 14                   | Danmark                 | 1    | 0      | 0     | 1      |
| 15                   | Ukraina                 | 0    | 7      | 1     | 8      |
| 16                   | Frankrike               | 0    | 3      | 4     | 7      |
| 17                   | Italien                 | 0    | 2      | 1     | 3      |
| 18                   | Norge                   | 0    | 2      | 0     | 2      |
| 19                   | Kroatien                | 0    | 1      | 3     | 4      |
| 20                   | Litauen                 | 0    | 1      | 2     | 3      |
| 21                   | Slovakien               | 0    | 1      | 1     | 2      |
| 22                   | Bosnien och Hercegovina | 0    | 1      | 0     | 1      |
| 23                   | Finland                 | 0    | 0      | 1     | 1      |
| 23                   | Slovenien               | 0    | 0      | 1     | 1      |
| 23                   | Tjeckien                | 0    | 0      | 1     | 1      |
| Totalt (25 nationer) | Totalt (25 nationer)    | 39   | 37     | 38    | 114    |